# Max Mikorey (Sänger)

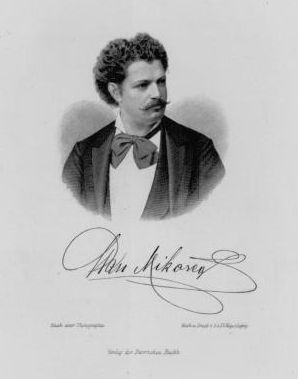
Max Mikorey, Stahlstich von August Weger (1823–1892)

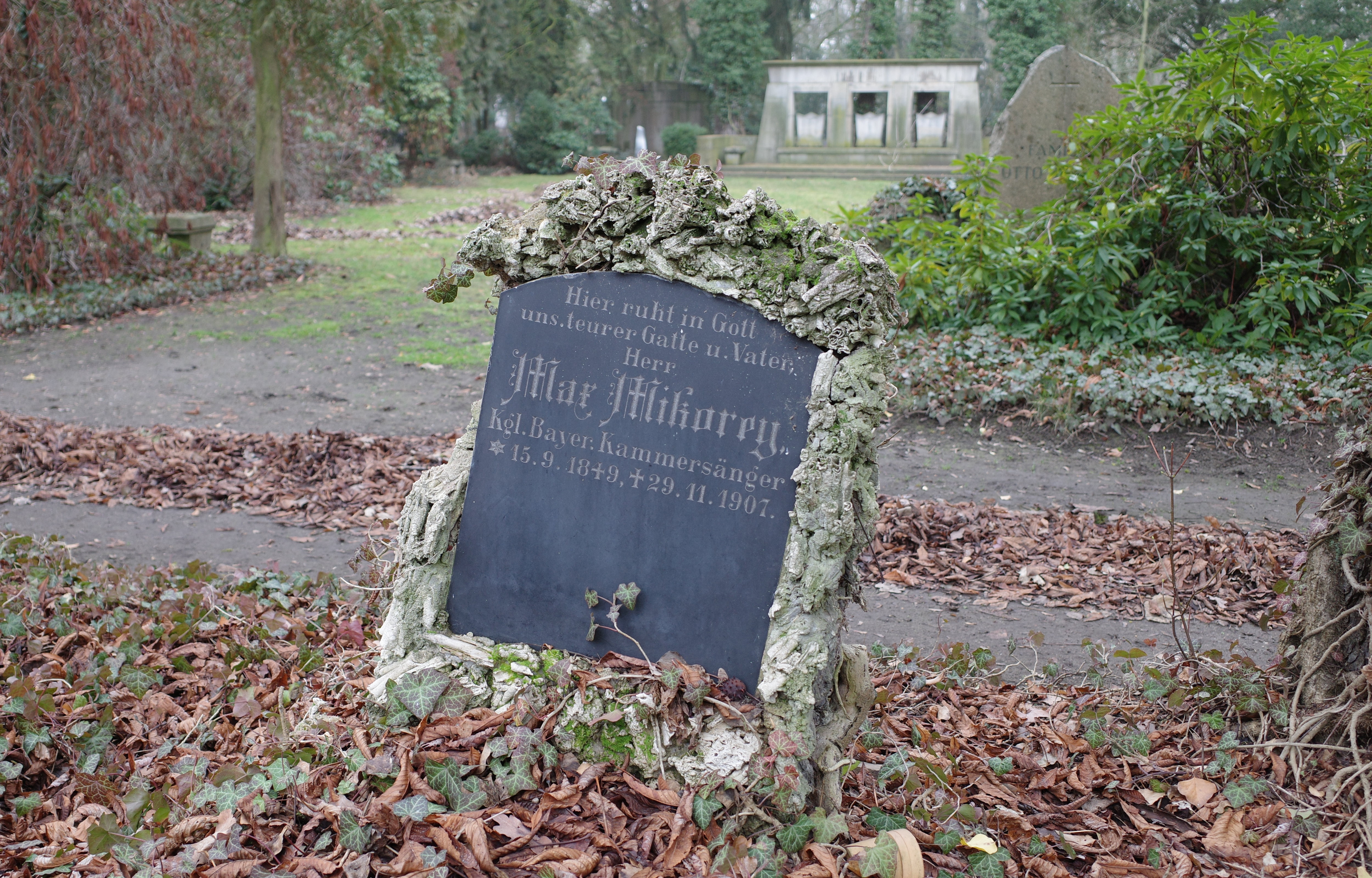
Grabmal in Dessau

Max Mikorey (* 15. September 1850 in Weihmichl, Königreich Bayern; † 1. Dezember 1907 in Dessau, Deutsches Reich) war ein deutscher Opernsänger (Tenor).

## Leben
Mikorey war Sohn eines Ökonomen. Nachdem er aus dem Deutsch-Französischen Krieg heimgekehrt war, nahm er kurze Zeit Gesangsunterricht bei Heinrich Vogl und widmete sich dann der Bühnenlaufbahn. Er begann am Stadttheater in Zürich, kam dann ans Gärtnerplatztheater in München, und 1878 ans Hoftheater daselbst. Im Anfang wurde er in unbedeutenden Aufgaben verwendet und wagte sich gleich als Raoul auf das Gebiet des Heldentenors. 1882 bekam er auch eine kleine Rolle bei der Uraufführung des Parsifal – als Knappe. Er trat in jeder Rolle mit großer Freiheit auf, entwickelte Ausdauer und Leichtigkeit der Stimmlage, eine ebenso musikalisch klare wie energische Tongebung und vortreffliche Akzentuierung. Auch die Weichheit und der Glanz des Organs, die klangfrische lyrisch schöne Stimme, wie der ausdrucksvolle feurig belebte Vortrag trugen dazu bei, dass der Künstler bald in die ersten Reihen vorrückte, und sieht man in ihm, der von allem Schablonenhaften freizusprechen ist, der keine Ermüdung kennt, den echten, rechten Heldentenor. Der Künstler, für seine hervorragenden Verdienste mit dem Titel eines Kammersängers ausgezeichnet, zählt zu seinen anerkanntesten Leistungen: Arnold, Lyonel, Stradella, Erik, Hüon, Walther von Stolzing, Tannhäuser, Don José, Manrico etc. 1888 sang er den Arindal in der postumen Uraufführung des Wagnerschen Frühwerks Die Feen.

## Familie
Mikoreys Kinder waren der Komponist Franz Mikorey und die Pianistin und Komponistin Carola Lorey-Mikorey (* 6. November 1884 in München; † unbekannt). Vom Sohn stammen seine Enkel, der Bildhauer Franz Mikorey und der Psychiater Max Mikorey.